# Mititei
Mititei ou mici (littéralement « choses petites » en roumain) est un plat populaire de viande grillée originaire de Roumanie.

## Description
Les mititei sont une variété de saucisse sans peau assez grasse, généralement un mélange de viande d'agneau et de porc, relevé d'épices comme de l'ail, du poivre noir, du thym, de la sarriette, de la coriandre, du paprika et une touche de bicarbonate de soude pour rendre les mici plus légers. Cette farce est mise en forme de bâtonnets larges comme deux doigts, sans être contenue dans aucune membrane. Les mici sont généralement grillés sur un barbecue. 
Les mici sont servis accompagnés d'une moutarde un peu sucrée, du pain et de la bière.

## Histoire

### Origine roumaine
Le journaliste Constantin Bacalbașa, écrit dans son livre intitulé Dictatura gastronomică que les mititei ont été inventés un soir dans une auberge appelée Iordache sur la rue Covaci dans le vieux Bucarest, tenue par un transylvain dénommé Iordache Ionescu, réputé pour ses saucisses. Un soir alors qu'il lui manquait des boyaux pour ces saucisses, il posa des petits rouleaux de viandes directement sur le barbecue.

### Origine balkanique

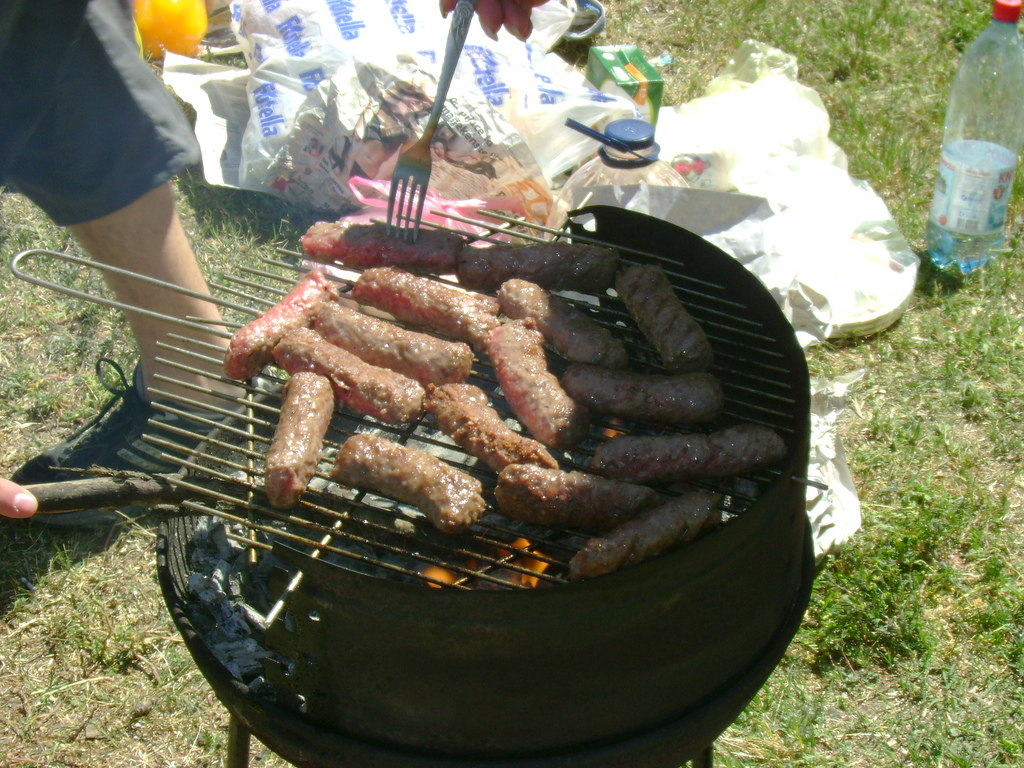
Mititei sur le gril.

Une autre source signale la similitude des mititei avec les ćevapčići yougoslaves que la Bosnie, la Serbie et le Monténégro revendiquent comme plat national. Beaucoup de plats balkaniques ont une ressemblance avec ceux de Roumanie et certains rappellent la cuisine turque : ainsi les mici et les cevapcici ressemblent aux Adana kebabs. Il est probable que les vendeurs ambulants de grillades sillonnant l'Empire ottoman et ses principautés vassales, ont largement contribué à la diffusion de ces plats, et que cette diffusion est relativement récente puisqu'elle n'a pas atteint la Bessarabie (russe après 1812) où le plat moldave traditionnel équivalent est resté les pârjoale moldovenești.

## Les mititei aujourd'hui

### Le gratar

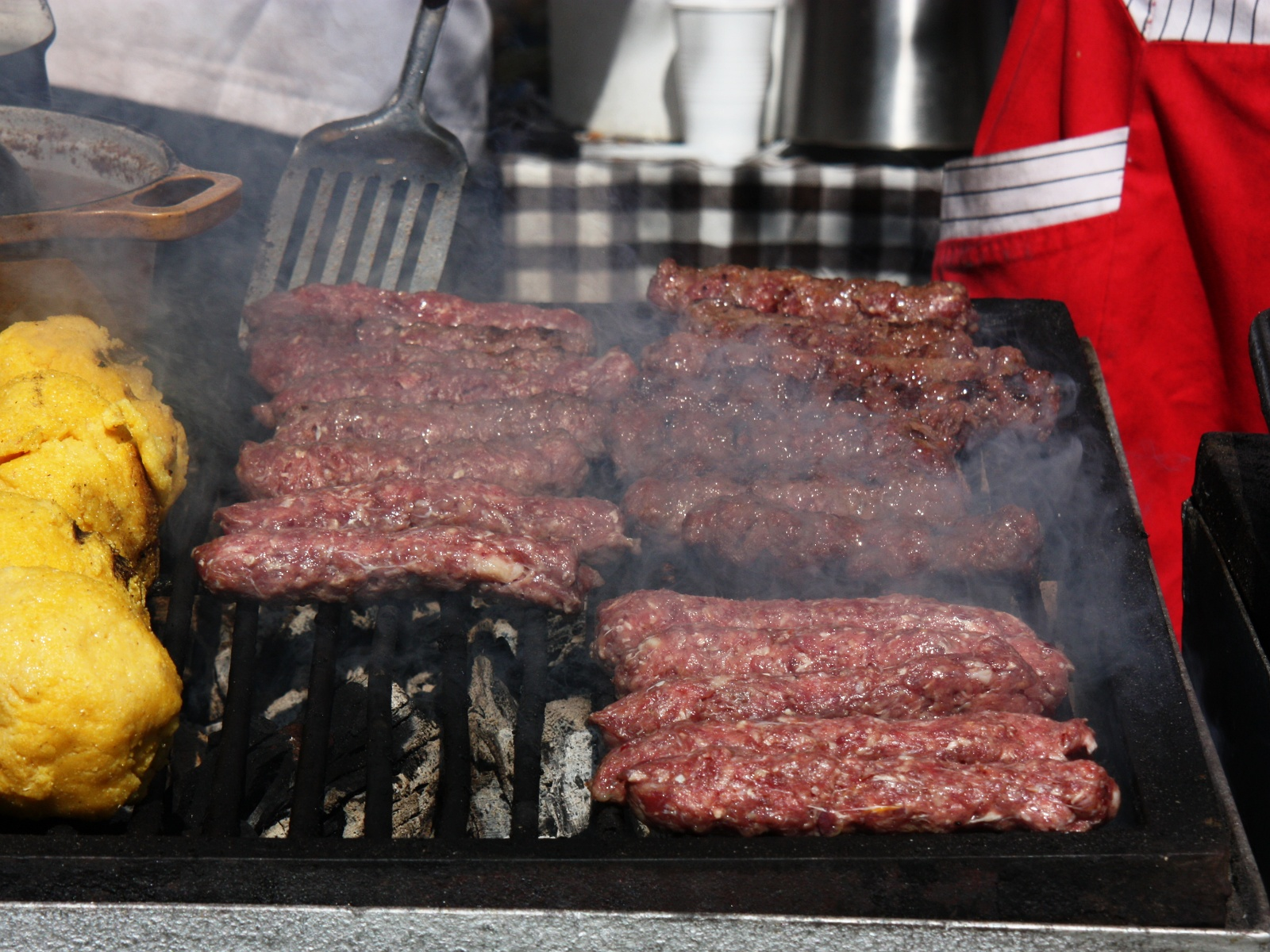
Mititei sur le gril.

Depuis la Libération de 1989 qui mit fin à la dictature et aux pénuries, le barbecue à la roumaine ou gratar est un devenu un phénomène social roumain où les mici tiennent la place centrale. Dès les beaux jours venus, chaque dimanche, un grand nombre de citadins roumains s’équipent d’un barbecue, de mititei et de quelques bières, transhument vers un coin de verdure pour s’offrir un gratar en pleine nature. Ceux qui pratiquent le gratar sont des gratariști.
La voiture garée sur le bas-côté, la musique assurant l’ambiance, le campement est installé sur l’herbe : les hommes se chargent de la cuisson des mici, alors que les femmes préparent les salades. La plupart des citadins sont originaires de la campagne. Il y a une forte nostalgie de la vie rurale, un besoin d’être au contact de la nature. Le gratar est le moyen le plus simple et le moins cher de passer une journée au vert. Il ne faut pas oublier que le pouvoir d’achat reste faible et que ce n’est pas dans les habitudes de sortir au restaurant. En Roumanie et Moldavie, la fête est toujours synonyme de repas, de nourriture… Faire un gratar, c’est synonyme de fête.

### Exonération de la «Mactaxe»

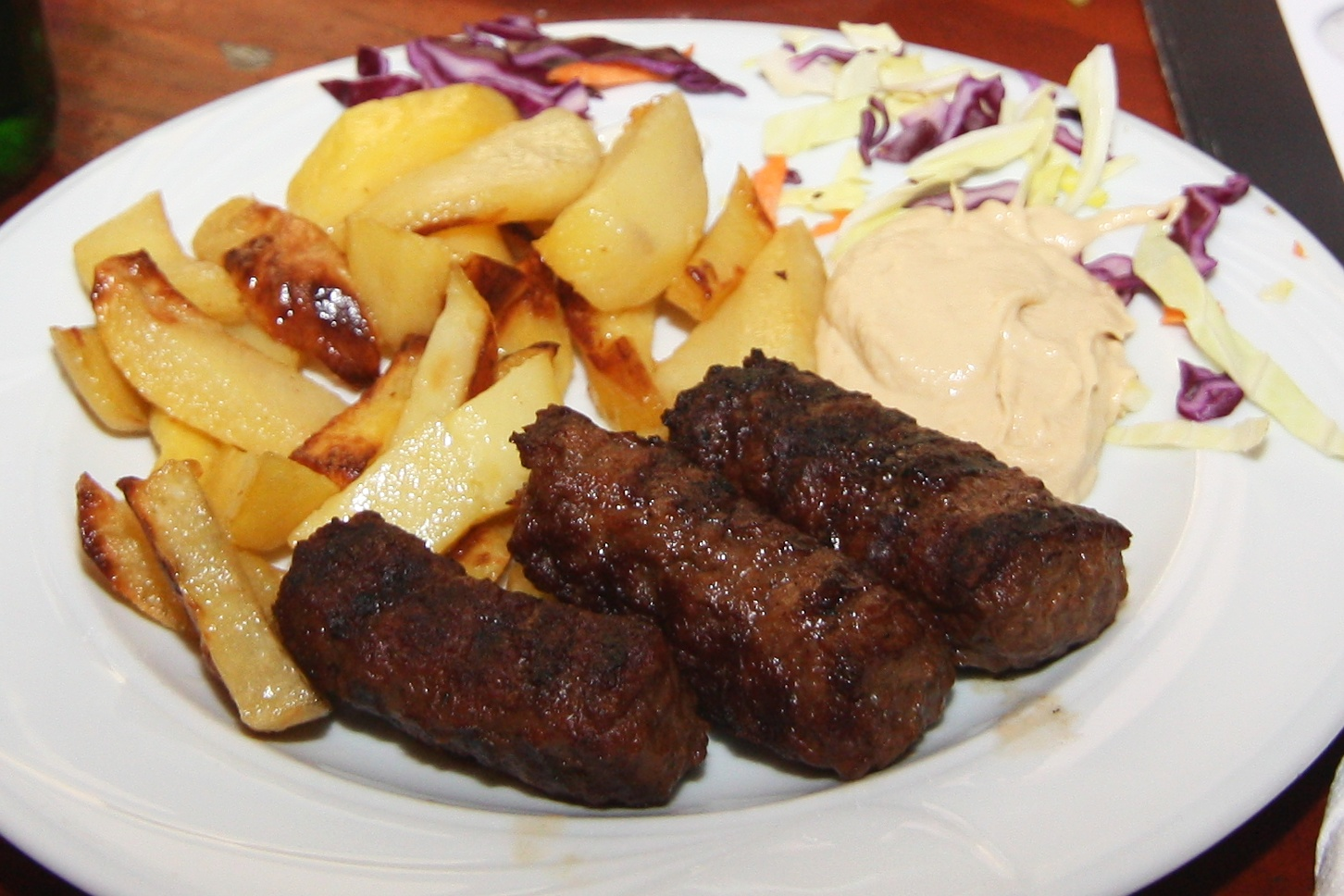
Mici avec des frites et de la fasole bătută.

En 2010, afin de faire face à la crise économique que traverse la Roumanie, le gouvernement de Traian Băsescu, par le biais du ministre de la Santé Attila Cseke, profite du débat public sur la malbouffe, l’obésité concernant plus de 20 % de la population roumaine, pour imposer une taxe, appelée populairement « Mactaxe » (en référence au McDonald's), de moins de 10 % sur la restauration rapide, en l'occurrence McDonald's, KFC, Pizza Hut et Spring Time et des produits trop gras, trop sucrés et trop salés, comme les hamburgers, les pizzas, les sodas, et les friandises etc… Mais le ministre de la santé a dispensé les mititei et les sarmale de cette hausse, au motif qu'ils font partie du patrimoine national, bien qu'il soit de notoriété publique qu'ils sont aussi des plats très gras et même s'ils sont servis dans des snack-bars.